# Szprotawa (rzeka)
Szprotawa (Szprotawka, niem. Sprotte) – rzeka, prawy dopływ Bobru o długości 58,76 km i powierzchni dorzecza 870 km². 

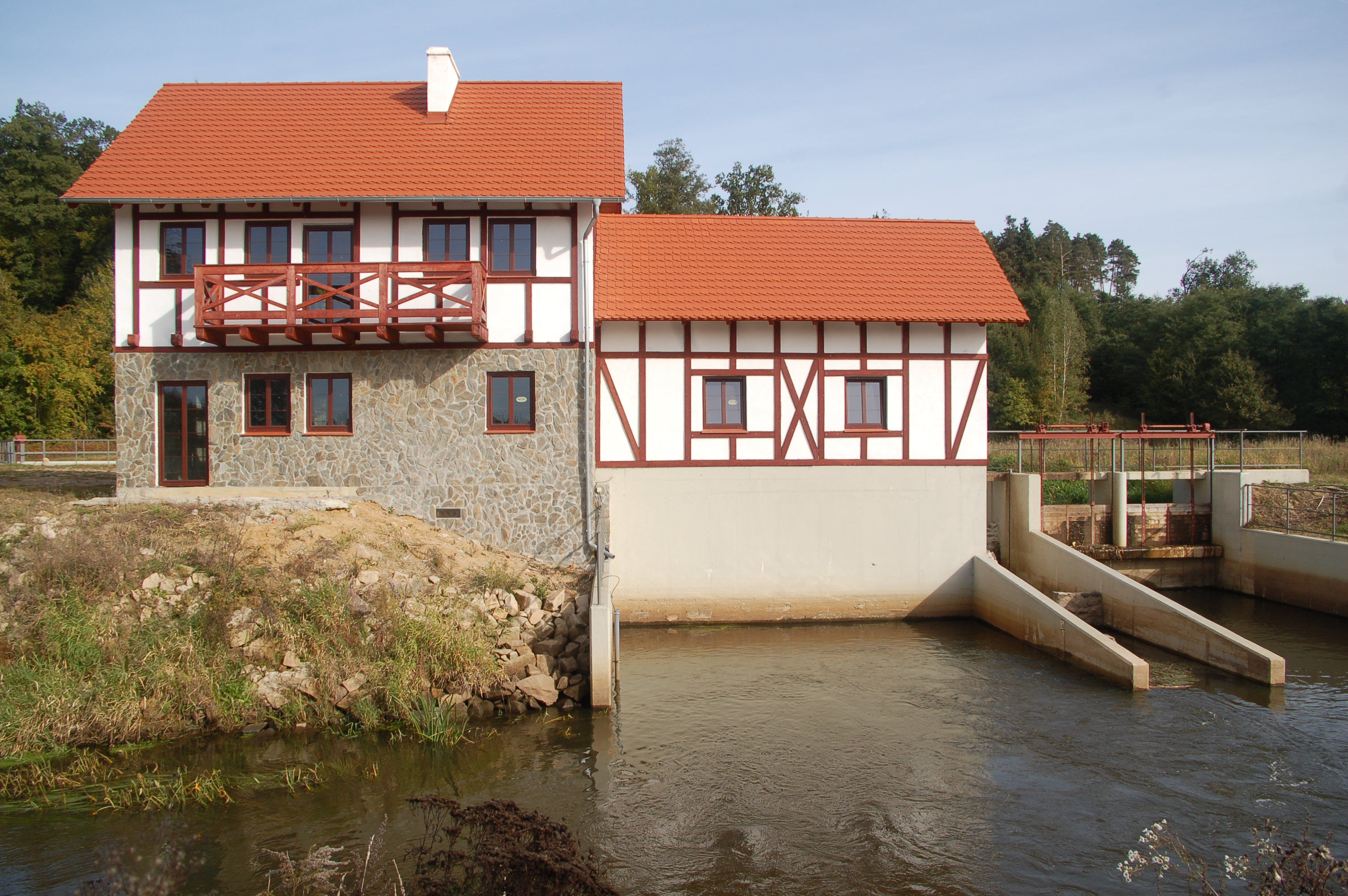
Elektrownia wodna na Szprotawie w Wiechlicach

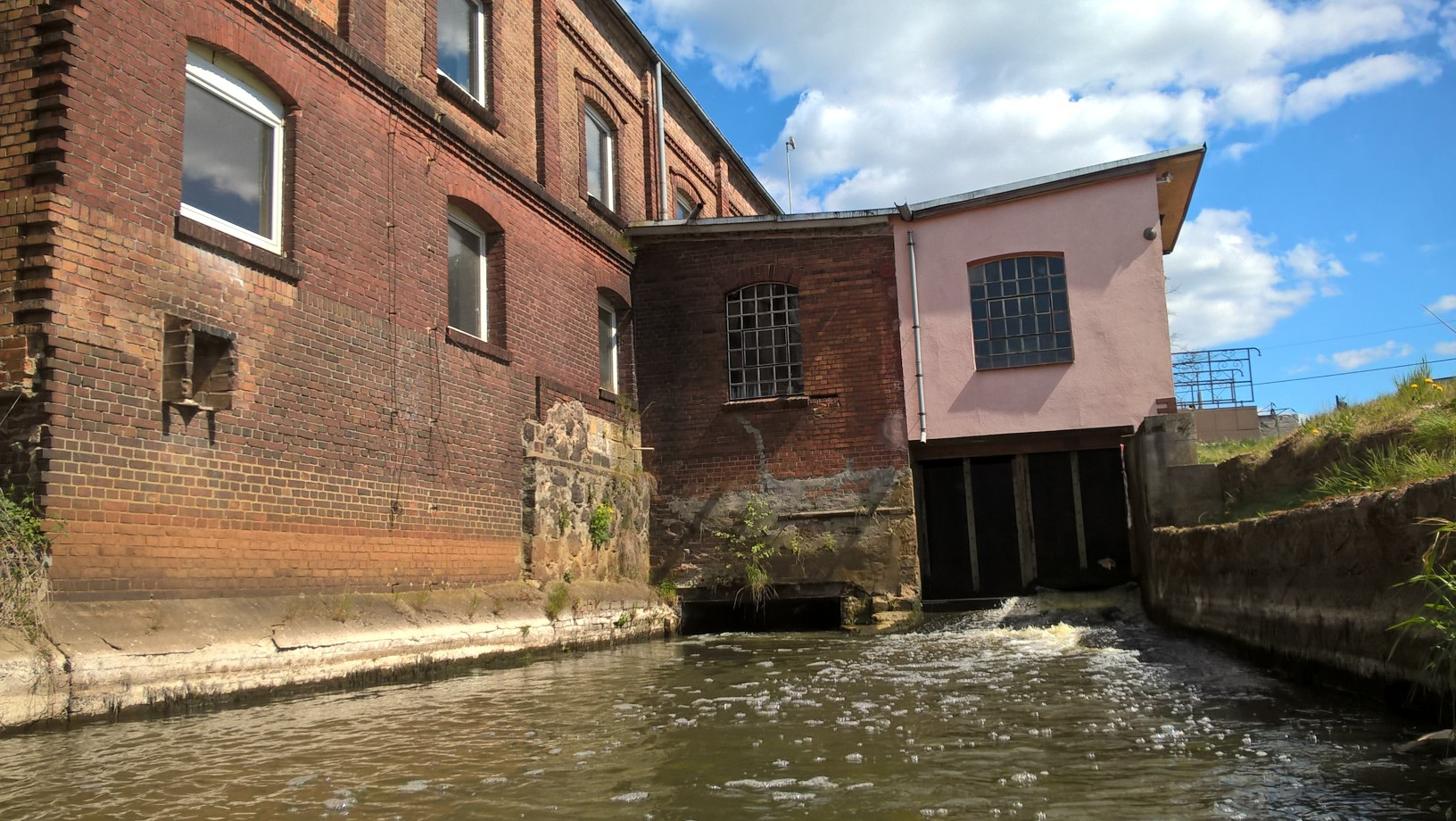
Elektrownia wodna na Szprotawie w Henrykowie

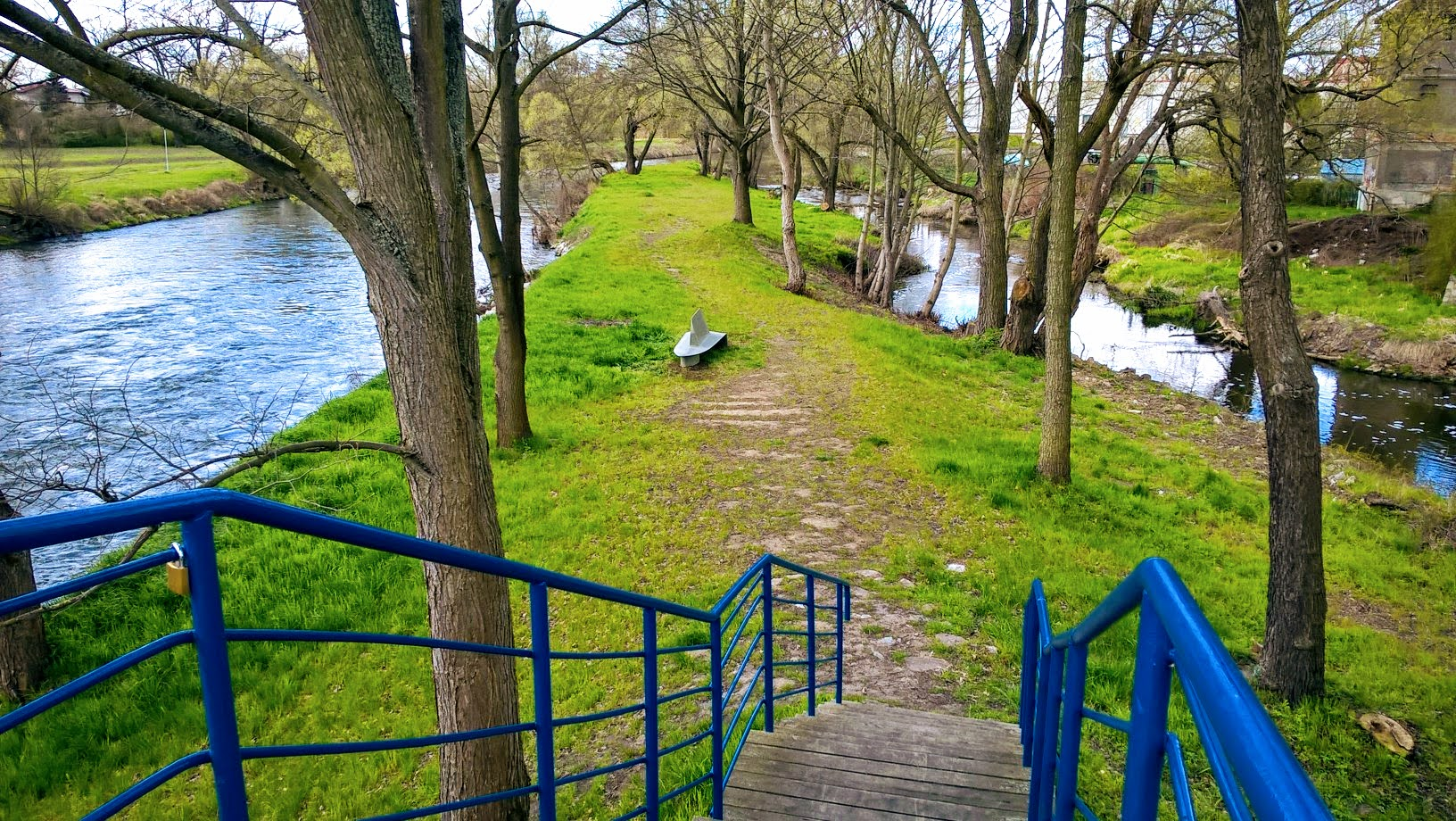
Ujście Szprotawy (po prawej) do Bobru, cypel miejski w Szprotawie

Rzeka płynie przez Równinę Szprotawską w województwie dolnośląskim i lubuskim. Wypływa kilkoma strugami w gminie Chocianów w południowej części wsi Ogrodzisko. Przepływa przez miejscowości: Trzmielów, Parchów, Buczyna, Sucha Dolna, Wiechlice. Na północ od Przemkowa płynie przez obszary bagien i stawów, a do Bobru uchodzi w Szprotawie. Jej prawymi dopływami są Zielenica, Kalinka, Skłoba, Kanał Północny, Szprotawica i Sucha, a lewym dopływem jest Kamienny Potok.
W dolinie Szprotawy znajduje się rezerwat ornitologiczny Stawy Przemkowskie.
Dotychczas najstarszym dokumentem wymieniającym bezpośrednio nazwę rzeki jest akt odnowienia przywilejów dla miasta Szprotawa z 1304 roku, w którym występuje jako łac. fluvium Sprotaviam, co w języku polskim znaczy „rzeka Szprotawa”. Cureus w dziele z 1571 roku pisze o rzece jako Sprotta, która według niego „nazywa się tak od jej ciemnego zabarwienia oraz od nazwy miasta”.